# Fussball-Club Rot-Weiß Erfurt 2007-2008
Questa voce raccoglie le informazioni riguardanti il Fussball-Club Rot-Weiß Erfurt nelle competizioni ufficiali della stagione 2007-2008.

## Stagione
Nella stagione 2007-2008 il Rot Weiss Erfurt, allenato da Pavel Dočev, Heiko Nowak e Karsten Baumann, concluse il campionato di Regionalliga nord al 7º posto.

## Rosa
| N. |                      | Ruolo | Calciatore           |
| -- | -------------------- | ----- | -------------------- |
| 1  | Germania (bandiera)  | P     | André Maczkowiak     |
| 2  | Germania (bandiera)  | D     | Lars Heller          |
| 3  | Germania (bandiera)  | D     | Matthias Holst       |
| 4  | Irlanda (bandiera)   | D     | Patrick Kohlmann     |
| 5  | Germania (bandiera)  | D     | Martin Pohl          |
| 6  | Germania (bandiera)  | C     | Samil Çinaz          |
| 7  | Germania (bandiera)  | A     | Adam Jabiri          |
| 8  | Kosovo (bandiera)    | A     | Albert Bunjaku       |
| 9  | Marocco (bandiera)   | A     | Joseph Laumann       |
| 10 | Brasile (bandiera)   | C     | Thiago Rockenbach    |
| 11 | Filippine (bandiera) | A     | Denis Wolf           |
| 13 | Germania (bandiera)  | D     | Alexander Schnetzler |
| 14 | Germania (bandiera)  | C     | Fabian Stenzel       |

| N. |                     | Ruolo | Calciatore       |
| -- | ------------------- | ----- | ---------------- |
| 16 | Germania (bandiera) | C     | Matthias Peßolat |
| 17 | Germania (bandiera) | D     | Jörn Nowak       |
| 18 | Germania (bandiera) | C     | Martin Hauswald  |
| 19 | Germania (bandiera) | P     | Sebastian Bach   |
| 20 | Albania (bandiera)  | D     | Blerim Rrustemi  |
| 21 | Germania (bandiera) | C     | Daniel Brückner  |
| 23 | Germania (bandiera) | A     | Christian Beck   |
| 24 | Germania (bandiera) | C     | Kevin Hampf      |
| 27 | Francia (bandiera)  | D     | Willy Fondja     |
| 28 | Germania (bandiera) | P     | Dirk Orlishausen |
| 33 | Germania (bandiera) | C     | Philip Schubert  |
|    | Germania (bandiera) | C     | Thomas Ströhl    |

## Organigramma societario
Area tecnica
- Allenatore: Karsten Baumann
- Allenatore in seconda: Heiko Nowak
- Preparatore dei portieri: Steffen Kraus
- Preparatori atletici:
- Analisi video:

## Calciomercato

### Sessione estiva
| Acquisti | Acquisti          | Acquisti           | Acquisti |
| R.       | Nome              | da                 | Modalità |
| -------- | ----------------- | ------------------ | -------- |
| C        | Martin Hauswald   | Holstein Kiel      |          |
| C        | Samil Çinaz       | Norimberga II      |          |
| A        | Adam Jabiri       | Schweinfurt 05     |          |
| D        | Patrick Kohlmann  | Borussia Dortmund  |          |
| P        | André Maczkowiak  | Rot-Weiss Essen    |          |
| A        | Christof Neumann  | Energie Cottbus    |          |
| D        | Martin Pohl       | Hansa Rostock      |          |
| C        | Fabian Stenzel    | Lüneburger         |          |
| C        | Thiago Rockenbach | Werder Brema       |          |
| A        | Denis Wolf        | Fortuna Düsseldorf |          |

| Cessioni | Cessioni           | Cessioni             | Cessioni |
| R.       | Nome               | a                    | Modalità |
| -------- | ------------------ | -------------------- | -------- |
| C        | Łukasz Sosnowski   | SV Henstedt-Ulzburg  |          |
| C        | Rainer Müller      | TuS Heeslingen       |          |
| A        | Kwaku Afriyie      | Lippstadt 08         |          |
| D        | Tom Bertram        | Greuther Fürth       |          |
| C        | Björn Brunnemann   | St. Pauli            |          |
| D        | Thorsten Görke     | Hallescher           |          |
| A        | Ronny Hebestreit   | Meuselwitz           |          |
| C        | Rico Kühne         | Borea Dresda         |          |
| C        | Silvio Pätz        | Plauen               |          |
| C        | Viktor Pekrul      | SV Wilhelmshaven     |          |
| P        | Michael Ratajczak  | Fortuna Düsseldorf   |          |
| C        | Tony Schnuphase    | FSV Wacker 03 Gotha  |          |
| D        | Robert Stark       | Arminia Bielefeld II |          |
| C        | Moritz Stoppelkamp | Rot-Weiss Essen      |          |
| A        | Martin Ullmann     | Carl Zeiss Jena II   |          |

### Sessione invernale
| Acquisti | Acquisti        | Acquisti       | Acquisti |
| R.       | Nome            | da             | Modalità |
| -------- | --------------- | -------------- | -------- |
| C        | Kevin Hampf     | Erzgebirge Aue |          |
| D        | Blerim Rrustemi | Horsens        |          |

| Cessioni | Cessioni         | Cessioni         | Cessioni |
| R.       | Nome             | a                | Modalità |
| -------- | ---------------- | ---------------- | -------- |
| A        | Christof Neumann | 1. FC Gera 03    |          |
| A        | Ivailo Ivanov    | VfB Sangerhausen |          |
| C        | Danny Cornelius  | Meppen           |          |

## Risultati

### Regionalliga

#### Girone di andata
| Arbitro: | Henschel |

|                                                                |           |                     |
| Jabiri 37’ Kumbela 38’, 53’, 86’ Stahlberg 45’ (aut.) Wolf 70’ | Marcatori | 7’, 13’, 82’ Toborg |

| Arbitro: | Trautmann |

|                |           |                      |
| Großkreutz 52’ | Marcatori | 37’ (aut.) Hünemeier |

| Arbitro: | Fischer |

|                               |           |  |
| Wolf 27’ Bunjaku 55’ Beck 85’ | Marcatori |  |

| Arbitro: | Joerend |

|  |           |                                   |
|  | Marcatori | 23’ Wolf 74’ Bunjaku 84’ Kohlmann |

| Arbitro: | Bornhöft |

|                            |           |                         |
| Bunjaku 47’ Rockenbach 84’ | Marcatori | 40’ Danneberg 66’ Fuchs |

| Arbitro: | Schumacher |

|                |           |             |
| Felsenberg 47’ | Marcatori | 77’ Bunjaku |

| 5 settembre 2007 7ª giornata |  | – turno di riposo |  |  |

| Arbitro: | Rafati |

|                         |           |  |
| Kumbela 60’ Bunjaku 76’ | Marcatori |  |

| Arbitro: | Kuhl |

|                                |           |                  |
| Guié-Mien 15’ (rig.), 36’, 40’ | Marcatori | 75’, 79’ Kumbela |

| Arbitro: | Gräfe |

|                                                           |           |              |
| Rockenbach 18’, 39’ Bunjaku 42’ Hauswald 50’ Brückner 64’ | Marcatori | 53’ Lintjens |

| Arbitro: | Bornhöft |

|             |           |                          |
| Artmann 30’ | Marcatori | 26’ Bunjaku 60’ Brückner |

| Arbitro: | Joerend |

|  |           |            |
|  | Marcatori | 63’ Zemlin |

| Arbitro: | Dittrich |

|                         |           |              |
| Torun 55’ Zimmerman 67’ | Marcatori | 26’ Hauswald |

| Arbitro: | Trautmann |

|                          |           |                             |
| Kumbela 54’ Brückner 70’ | Marcatori | 36’ (rig.) Ulich 72’ Hauser |

| Arbitro: | Schumacher |

|  |           |                    |
|  | Marcatori | 50’ (rig.) Bunjaku |

| Arbitro: | Steuer |

|                                            |           |               |
| Çinaz 45’ Wolf 60’, 71’ Bunjaku 75’ (rig.) | Marcatori | 27’ Grundmann |

| Arbitro: | Siebert |

|  |           |                                          |
|  | Marcatori | 16’ (rig.) Bunjaku 21’ Wolf 31’ Brückner |

| Arbitro: | Preuß |

|           |           |                            |
| Çinaz 12’ | Marcatori | 23’ Terranova 58’ Lüttmann |

| Arbitro: | Meyer |

|                          |           |  |
| Christ 16’ Hergesell 57’ | Marcatori |  |

#### Girone di ritorno
| Arbitro: | Schempershauwe |

|            |           |                      |
| Toborg 48’ | Marcatori | 19’ Pohl 81’ Bunjaku |

| Erfurt 8 dicembre 2007, ore 14:00 CET 21ª giornata | Rot-Weiß Erfurt | 0 – 0 referto | Borussia Dortmund II | Steigerwaldstadion (6 211 spett.)\| Arbitro: \| Dittrich \| |
| Arbitro:                                           | Dittrich        |               |                      |                                                             |

| Arbitro: | Gagelmann |

|              |           |  |
| Vujanović 8’ | Marcatori |  |

| Arbitro: | Lupp |

|                                                        |           |  |
| Bunjaku 18’, 59’ Rockenbach 47’ Brückner 81’ Hampf 87’ | Marcatori |  |

| Arbitro: | Schumacher |

|                                       |           |                         |
| Fuchs 6’ Năstase 41’ (rig.) Fuchs 76’ | Marcatori | 12’, 59’ (rig.) Bunjaku |

| Arbitro: | Preuß |

|              |           |                |
| Hauswald 51’ | Marcatori | 86’ Ben-Hatira |

| 15 marzo 2008 26ª giornata |  | – turno di riposo |  |  |

| Arbitro: | Trautmann |

|                     |           |                |
| Gebhardt 31’ (rig.) | Marcatori | 41’ Rockenbach |

| Arbitro: | Perl |

|                                                  |           |  |
| Peßolat 31’ Rockenbach 41’ Hampf 75’ Bunjaku 88’ | Marcatori |  |

| Arbitro: | Fischer |

|                            |           |  |
| Sağlık 13’, 66’ Hammes 77’ | Marcatori |  |

| Arbitro: | Metzen |

|                                 |           |            |
| Hauswald 4’, 34’ Rockenbach 28’ | Marcatori | 50’ Hessel |

| Arbitro: | Achmüller |

|                         |           |              |
| Müller 58’ Schuppan 78’ | Marcatori | 21’ Brückner |

| Arbitro: | Kempter |

|                            |           |          |
| Wolf 11’ Brückner 47’, 86’ | Marcatori | 60’ Zott |

| Arbitro: | Schmidt |

|                             |           |                           |
| Wagefeld 18’ Bendovskyi 90’ | Marcatori | 44’ Rrustemi 75’ Brückner |

| Arbitro: | Viktora |

|                                    |           |  |
| Wolf 22’ Jabiri 76’ Rockenbach 83’ | Marcatori |  |

| Arbitro: | Sippel |

|                              |           |                                 |
| Baumgart 26’ Braham 49’, 55’ | Marcatori | 12’ Wolf 45’ Çinaz 52’ Brückner |

| Arbitro: | Stieler |

|                |           |                     |
| Rockenbach 34’ | Marcatori | 38’ (rig.) Hoffmann |

| Oberhausen 24 maggio 2008, ore 14:00 CEST 37ª giornata | RW Oberhausen | 0 – 0 referto | Rot-Weiß Erfurt | Niederrheinstadion (15 192 spett.)\| Arbitro: \| Kempter \| |
| Arbitro:                                               | Kempter       |               |                 |                                                             |

| Arbitro: | Kircher |

|  |           |                                                        |
|  | Marcatori | 58’ (rig.) Langeneke 59’ Caillas 66’ Kastrati 77’ Cebe |

## Statistiche

### Statistiche di squadra
| Competizione      | Punti | In casa | In casa | In casa | In casa | In casa | In casa | In trasferta | In trasferta | In trasferta | In trasferta | In trasferta | In trasferta | Totale | Totale | Totale | Totale | Totale | Totale | DR  |
| Competizione      | Punti | G       | V       | N       | P       | Gf      | Gs      | G            | V            | N            | P            | Gf           | Gs           | G      | V      | N      | P      | Gf     | Gs     | DR  |
| ----------------- | ----- | ------- | ------- | ------- | ------- | ------- | ------- | ------------ | ------------ | ------------ | ------------ | ------------ | ------------ | ------ | ------ | ------ | ------ | ------ | ------ | --- |
| Regionalliga nord | 56    | 18      | 10      | 5       | 3       | 45      | 20      | 18           | 5            | 6            | 7            | 25           | 26           | 36     | 15     | 11     | 10     | 70     | 46     | +24 |
| Totale            | 56    | 18      | 10      | 5       | 3       | 45      | 20      | 18           | 5            | 6            | 7            | 25           | 26           | 36     | 15     | 11     | 10     | 70     | 46     | +24 |

### Andamento in campionato
| Giornata  | 1 | 2 | 3 | 4 | 5 | 6 | 7 | 8 | 9 | 10 | 11 | 12 | 13 | 14 | 15 | 16 | 17 | 18 | 19 | 20 | 21 | 22 | 23 | 24 | 25 | 26 | 27 | 28 | 29 | 30 | 31 | 32 | 33 | 34 | 35 | 36 | 37 | 38 |
| --------- | - | - | - | - | - | - | - | - | - | -- | -- | -- | -- | -- | -- | -- | -- | -- | -- | -- | -- | -- | -- | -- | -- | -- | -- | -- | -- | -- | -- | -- | -- | -- | -- | -- | -- | -- |
| Luogo     | C | T | C | T | C | T |   | C | T | C  | T  | C  | T  | C  | T  | C  | T  | C  | T  | T  | C  | T  | C  | T  | C  |    | T  | C  | T  | C  | T  | C  | T  | C  | T  | C  | T  | C  |
| Risultato | V | N | V | V | N | N |   | V | P | V  | V  | P  | P  | N  | V  | V  | V  | P  | P  | V  | N  | P  | V  | P  | N  |    | N  | V  | P  | V  | P  | V  | N  | V  | N  | N  | N  | P  |
| Posizione | 1 | 4 | 1 | 1 | 3 | 3 | 4 | 3 | 4 | 4  | 2  | 3  | 4  | 4  | 3  | 2  | 2  | 2  | 3  | 1  | 2  | 5  | 2  | 4  | 5  | 9  | 9  | 8  | 9  | 8  | 9  | 5  | 6  | 5  | 5  | 6  | 7  | 7  |

Legenda:

Luogo: C = Casa; T = Trasferta. Risultato: V = Vittoria; N = Pareggio; P = Sconfitta.

### Statistiche dei giocatori
| S. Bach        | 0  | 0  | 0  | 0 |
| C. Beck        | 11 | 1  | 0  | 0 |
| D. Brückner    | 35 | 10 | 4  | 1 |
| A. Bunjaku     | 28 | 16 | 6  | 0 |
| D. Cornelius   | 2  | 0  | 0  | 0 |
| W. Fondja      | 10 | 0  | 2  | 1 |
| K. Hampf       | 12 | 2  | 0  | 0 |
| M. Hauswald    | 27 | 5  | 6  | 0 |
| L. Heller      | 23 | 0  | 3  | 1 |
| M. Holst       | 30 | 0  | 8  | 2 |
| I. Ivanov      | 2  | 0  | 0  | 0 |
| A. Jabiri      | 24 | 2  | 1  | 0 |
| P. Kohlmann    | 25 | 1  | 3  | 0 |
| D. Kumbela     | 14 | 7  | 1  | 2 |
| J. Laumann     | 3  | 0  | 0  | 0 |
| A. Maczkowiak  | 22 | 0  | 1  | 0 |
| C. Neumann     | 3  | 0  | 0  | 0 |
| J. Nowak       | 19 | 0  | 3  | 0 |
| D. Orlishausen | 15 | 0  | 1  | 0 |
| M. Peßolat     | 29 | 1  | 6  | 0 |
| M. Pohl        | 15 | 1  | 3  | 0 |
| T. Rockenbach  | 31 | 9  | 6  | 0 |
| B. Rrustemi    | 7  | 1  | 3  | 1 |
| A. Schnetzler  | 23 | 0  | 8  | 0 |
| P. Schubert    | 4  | 0  | 0  | 0 |
| F. Stenzel     | 25 | 0  | 4  | 1 |
| T. Ströhl      | 1  | 0  | 0  | 0 |
| D. Wolf        | 28 | 9  | 1  | 0 |
| S. Çinaz       | 31 | 3  | 11 | 0 |